# Крепостна стена
Крепостната стена́ е укрепена стена – обикновено по-дебела и висока.
Допълнително на крепостната стена могат да се разполагат бойници и зъбери. По ъглите на стената обикновено има кули, а достъпът става през порти.
През Средновековието, освен крепости, замъци и манастири, някои градове също са опасвани с крепостни стени, наричани градски стени.